# Eucryphaea
Eucryphaea é um gênero de traça pertencente à família Agonoxenidae.